# Beurré de Mérode (pera)
Beurré de Mérode (en España conocida como Mantecosa de Mérode) es una variedad cultivar de pera europea Pyrus communis. Esta pera variedad muy antigua, es originaria de Bélgica, tuvo su mejor época de cultivo comercial antes de la década de 1960, y actualmente en menor medida aún se encuentra.  Las frutas tienen una pulpa de color blanco, con una textura un poco tosca, semifundidos, sin piedras, jugosa, y un sabor dulce, vinoso, agradablemente ácido, raramente muy aromático.

## Sinonimia
- "Doyenné Boussoch",
- "Doyenné Boussock",
- "Doyenné de Mérode",
- "Double Philippe",
- "Philippe Double",
- "Nouvelle Boussoch",
- "Sommer Diel",
- "Beurré de Mérode-Westerloo",
- "Beurré de Westerloo",
- "Poire de Mérode",
- "Frühe Diel",
- "Doppelte Philippsbirne" en Alemania,
- "Dubbel Flip" en Holanda,
- "Flippen",
- "Mantecosa de Mérode" en España.

## Historia
La variedad de pera 'Beurré de Mérode' se introdujo alrededor de 1819 bajo el impulso de Jean Baptiste van Mons. Le dio el nombre de "Beurré de Mérode" o "Doyenné de Mérode", pero presumiblemente existió mucho más tiempo anteriormente. Se dice que se ha cultivado principalmente en la provincia de Amberes y lleva allí el nombre de "Dubbele Flip". En ese momento, sucedía regularmente que las frutas tenían un nombre popular y un nombre noble. El nombre "Beurré de Mérode" se refiere a la "Casa de Merode".

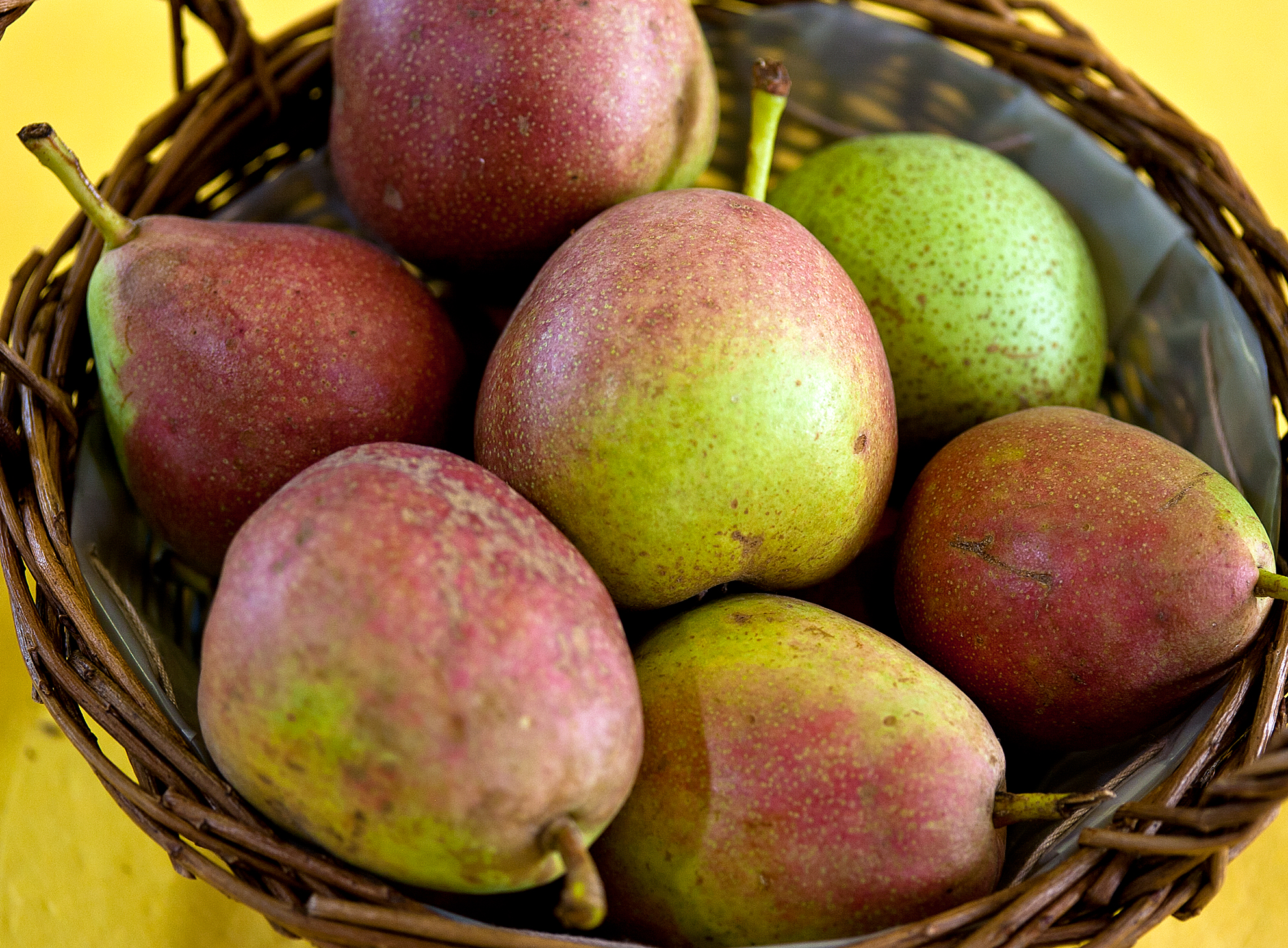
Schweizer Wasserbirne es sinónimo de Beurré de Mérode.

El término "Flip", "Filip" o "Philippe" se habría utilizado más para describir un cierto tipo de peras. En Hainaut este tipo se habría llamado "Seigneur" y en Francia "Doyenné". Mons también sabía esto y se refirió a ello en su trabajo. Sin embargo, habría utilizado los diferentes términos de forma más arbitraria.
La variedad se hizo muy popular durante el período de entreguerras debido a su vigor y alto rendimiento y, por lo tanto, se plantó ampliamente.  En las últimas décadas se ha comercializado poco y se ha vuelto bastante raro.
En España 'Beurré de Mérode' está considerada incluida en las variedades locales autóctonas muy antiguas, cuyo cultivo se centraba en comarcas muy definidas. Se caracterizaban por su buena adaptación a sus ecosistemas y podrían tener interés genético en virtud de su adaptación. Se encontraban diseminadas por todas las regiones fruteras españolas, aunque eran especialmente frecuentes en la España húmeda. Estas se podían clasificar en dos subgrupos: de mesa y de cocina (aunque algunas tenían aptitud mixta).
'Beurré de Mérode' es una variedad clasificada como de mesa, difundido su cultivo en el pasado por los viveros comerciales y cuyo cultivo en la actualidad se ha reducido a huertos familiares y jardines privados.

## Características
El peral de la variedad 'Beurré de Mérode' tiene un vigor medio y productivo todos los años; floración 25 de abril con floración del 10%, el 29 de abril una floración completa (80%), y para el 10 de mayo tiene una caída de pétalos del 90%; tubo del cáliz medio, en forma de embudo con conducto corto y estrecho.
La variedad de pera 'Beurré de Mérode' tiene un fruto de tamaño grande; forma ovoide con tendencia fuerte a globular, sin cuello, ligeramente asimétrica, contorno irregular u ondulado; piel lisa, fina, suave y brillante; con color de fondo amarillo, en parte cubierto de hermosas manchas grises y leonadas, con chapa poco extensa, rosada en la zona de insolación, "russeting" (pardeamiento áspero superficial que presentan algunas variedades) medio; pedúnculo de longitud medio, de espesor medio, leñoso, frecuentemente con una curva muy débil, implantado recto u oblicuo, generalmente como incrustado en el fruto; cavidad del pedúnculo nula; anchura de la cavidad calicina casi superficial; ojo variable, tamaño medio, forma regular o irregular, abierto; sépalos con las puntas hacia fuera, formando estrella, o con uno o más sépalos convergentes cerrando el ojo total o parcialmente.
Carne de color blanco; textura un poco tosca, semifundidos, sin piedras, jugosa; sabor dulce, vinoso, agradablemente ácido, raramente muy aromático; corazón de tamaño medio, ancho. Eje muy largo y estrecho, relleno o abierto sólo en la parte superior. Celdillas alargadas, muy separadas del eje. Semillas de tamaño grandes o medias, alargadas, con cuello muy acentuado, espolonadas, de color castaño claro con zonas más oscuras, gelatinosas.
La pera 'Beurré de Mérode' con una maduración difícil de determinar desde mediados de septiembre hasta mediados del  octubre. Se usa como pera de mesa fresca. Muy buena pera masticable fresca, poco antes de su plena madurez.

## Susceptibilidades
Fruta amateur de cultivo en huertos y jardines particulares. 
Se injerta más bien en pie franco de peral, debido a su débil vigor.
Es uno de los frutos cuyo punto de madurez es más difícil de determinar. Esto la convierte en una fruta de segunda categoría, ya que la pera no tiene interés cuando está demasiado madura.
A veces atacado por la sarna, el fruto se desarrolla bastante bien, sin embargo, es bueno someterlo a la pulverización de cobre en invierno y primavera.

## Polinización
La variedad de 'Passe Colmar' puede ser polinizada óptimamente por las variedades 'Beurré Clairgeau', 'Beurré Hardy', '[Passe-Crassane', y Williams' Bon Chretien'